# 07式機動支援橋

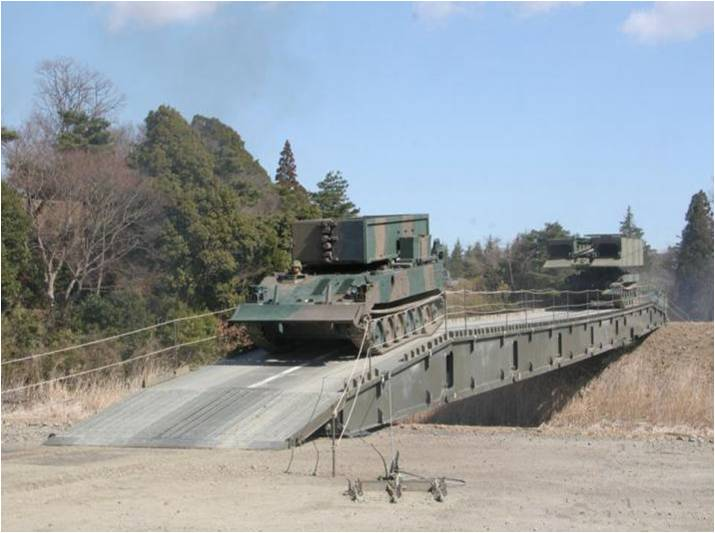
架橋された状態の07式機動支援橋の橋体
通過している車両は92式地雷原処理車（手前）及び91式戦車橋（奥）

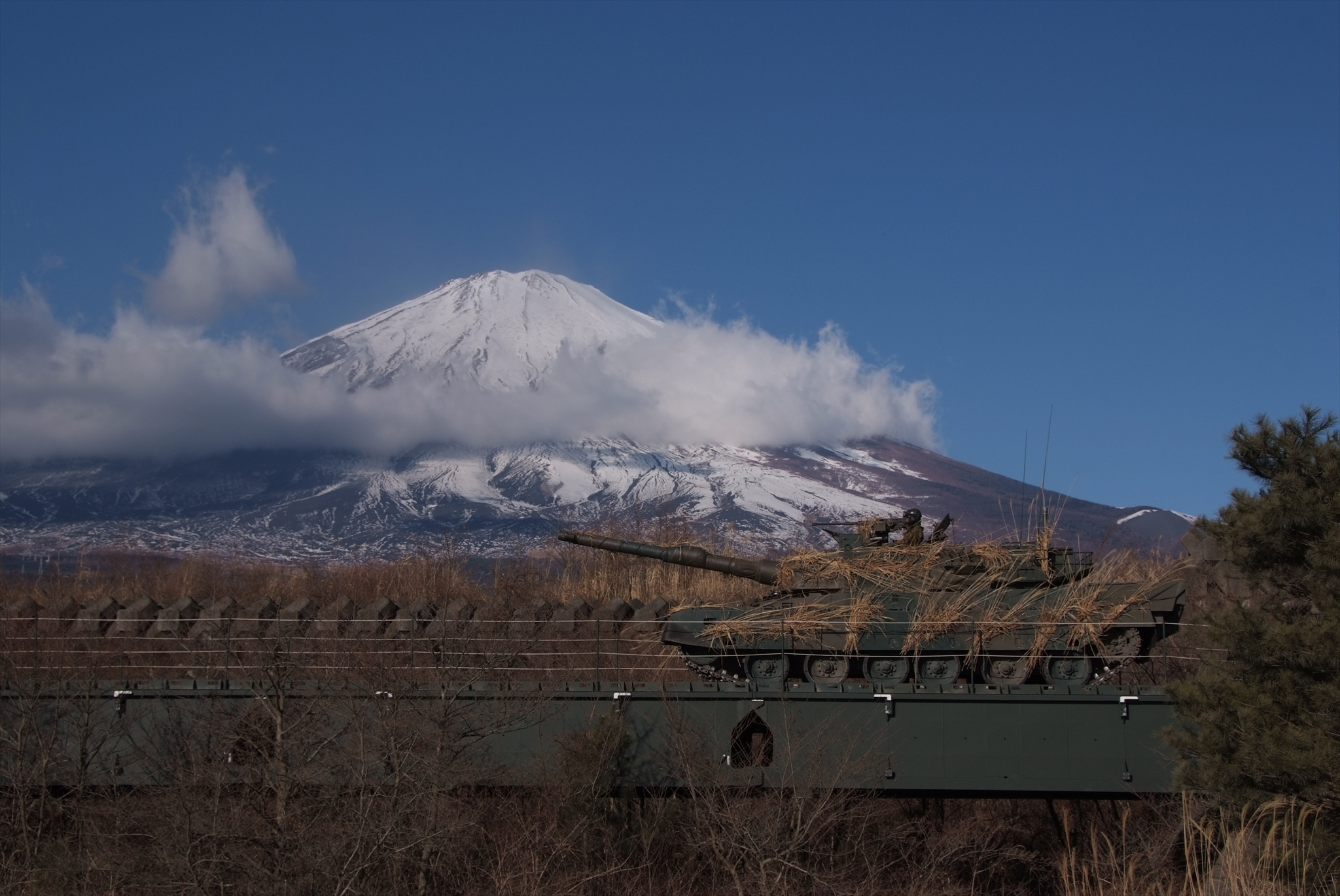
07式機動支援橋を渡る90式戦車

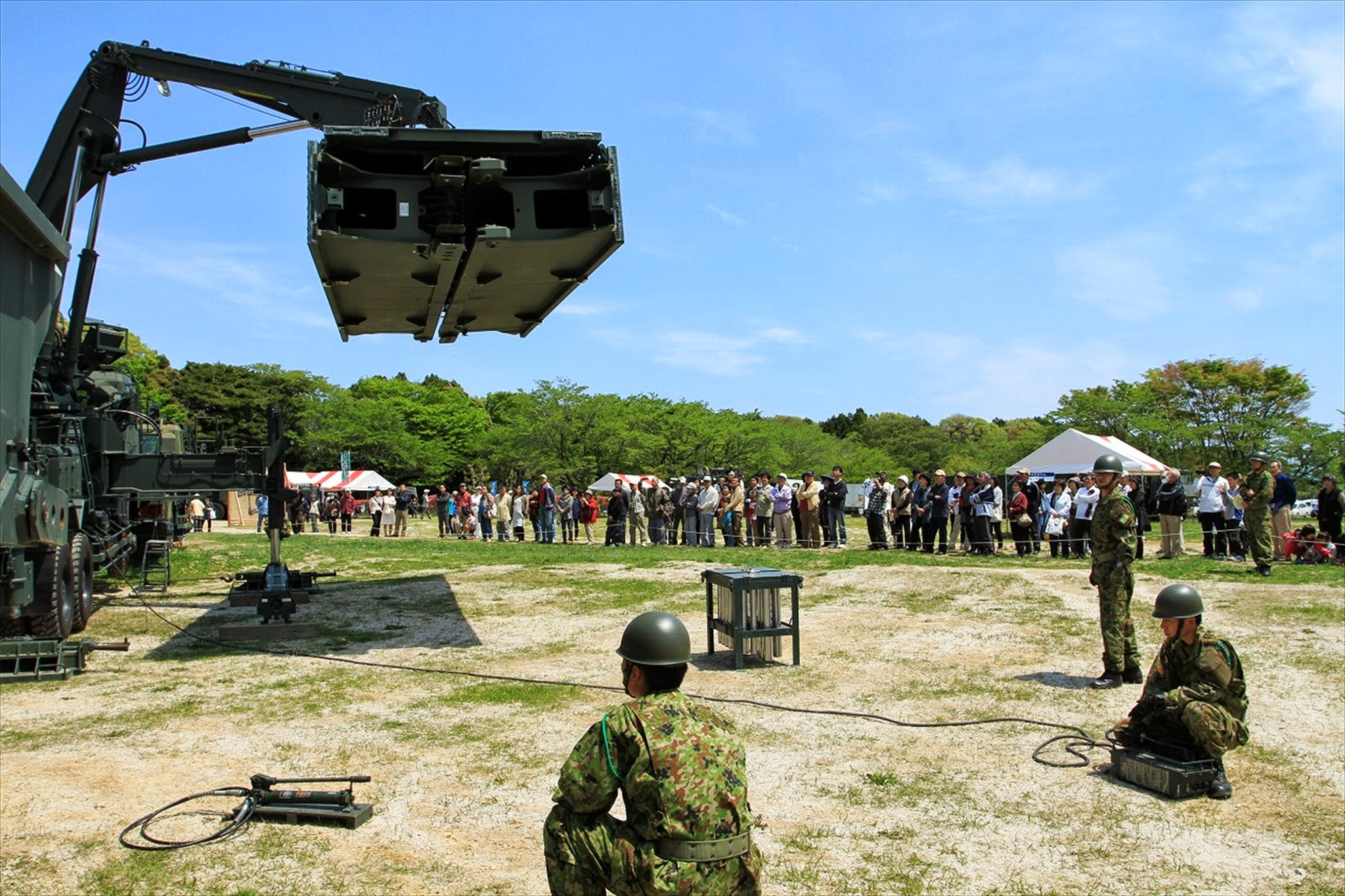
架橋作業の実演

07式機動支援橋（まるななしききどうしえんきょう、英語: Mobility support bridge, 略号：07MSB）は、陸上自衛隊施設科の装備する架橋器材のひとつである。

## 概要
81式自走架柱橋では90式戦車や99式自走155mmりゅう弾砲などの装備に対応できず、架柱（橋脚）を用いて架橋するため河川の水量や流速および河床の土質など制限があることから、新架橋として2003年（平成15年）から開発を開始し、2007年（平成19年）に制式化された。開発経費は約32億円である。
開発にあたり架橋の制限を受けないよう、途中に橋脚が不要な単径間橋を採用し、迅速に架橋するために作業の自動化が進められている。

## 構成
架設車1両・ビーム運搬車1両（中間ビーム6本･端部ビーム2本）・橋節運搬車4両（中間橋節6台･端部橋節2台）・支持装置や補強リンクなどの付属品で一式が構成される。架設車及び運搬車には7tトラック（74式特大型トラック）が用いられている。
架橋作業は架設車が支持装置を用いてビーム（梁）を対岸まで繰り出した後、橋節をビームの上に繰り出して対岸まで渡すことによって橋として完成する。

## 諸元・性能等
- 橋梁
  - 橋梁長：最長60m
  - 橋梁幅員：4,200mm
  - 橋梁等級：CL60（90式戦車）-CL50（10式戦車）
  - 橋梁型式：単径間橋
- 橋節運搬車
  - 全長：11,000mm
  - 全幅：3,000mm
  - 全高：3,700mm
  - 全備重量：25,000kg
  - 乗員：3名
  - 最高速度：85km/h
- 製作
  - 日立製作所

## 配備部隊・機関
- 陸上自衛隊施設学校
  - 施設教導隊（勝田駐屯地）

- 陸上自衛隊武器学校（土浦駐屯地）

- 北部方面隊
  - 第2師団
    - 第2施設大隊（旭川駐屯地）

  - 第5旅団
    - 第5施設隊（帯広駐屯地）

  - 第7師団
    - 第7施設大隊（東千歳駐屯地）

  - 第11旅団
    - 第11施設隊（真駒内駐屯地）

- 東北方面隊
  - 第6師団
    - 第6施設大隊（神町駐屯地）

  - 第9師団
    - 第9施設大隊（八戸駐屯地）

- 東部方面隊
  - 第1師団
    - 第1施設大隊（朝霞駐屯地）

  -  第12旅団
    - 第12施設隊（新町駐屯地）

- 中部方面隊
  - 第3師団
    - 第3施設大隊（千僧駐屯地）

  - 第10師団
    - 第10施設大隊（春日井駐屯地）

  - 第13旅団
    - 第13施設隊（海田市駐屯地）

  - 第14旅団
    - 第14施設隊（徳島駐屯地）

- 西部方面隊
  - 第4師団
    - 第4施設大隊（大村駐屯地）

  - 第8師団
    - 第8施設大隊（川内駐屯地）

  - 第5施設団
    - 第2施設群
      - 第368施設中隊（湯布院駐屯地）